# Heinz Hermann Brauer
Heinz Hermann Brauer  (* 30. Mai 1929 in Langen; † 31. Januar 2016 in Bremen) war ein deutscher Jurist und Kirchenpräsident in Bremen.

## Biografie

### Ausbildung und Beruf
Brauer studierte nach dem Abitur Rechtswissenschaften an der Universität Göttingen. Er wurde danach 1960 Amtsrichter in Bremen und wechselte dann zur Staatsanwaltschaft. 1972 wurde er als Leitender Oberstaatsanwalt Behördenleiter der Bremer Staatsanwaltschaft.

### Kirchenarbeit
Er begann mit seinem Engagement als Kirchenältester in der Evangelisch-reformierten Gemeinde Blumenthal. Seit 1965 war er Mitglied des Kirchentages der Bremischen Evangelischen Kirche (BEK). 1967 wurde er Vizepräsident der BEK. Von 1969 bis 1976 und erneut von 1989 bis 2001 war er Präsidenten des Kirchenausschusses der BEK. In seiner Zeit brachte er die 1920 gegebene Verfassung der BEK auf einen neuen Stand, für eine von unten aufgebaute Laienkirche, in der die 69 Gemeinden über den Kirchentag und den Kirchenausschuss ihre Angelegenheiten gemeinsam regeln können. Er förderte die kirchengemeindliche Stadtteilarbeit und den Dialog zwischen Kirche und Politik.
Von 1978/79 bis 1990/91 war Brauer Mitglied der EKD-Synode in Deutschland. Er setzte sich für eine gute Zusammenarbeit der ostdeutschen und westdeutschen Kirchen ein und für die Möglichkeit der Einwanderung von russischen Juden.
Brauer war ab 1977 Präses der Norddeutschen Mission. Er baute eine Partnerschaft zur Presbyterianischen Evangelischen Kirche von Togo  und zur Evangelisch-Presbyterianischen Kirche Ghana aus. Er initiierte den Bau eines Krankenhauses in Togo und den von  Lehrlingswerkstätten für landwirtschaftliche Arbeit in Ghana.
Brauer war verheiratet und hatte Kinder und Enkelkinder. Er verstarb am 31. Januar 2016 nach schwerer Krankheit im Alter von 86 Jahren.

## Ehrungen
- Brauer erhielt 2001 das Große Bundesverdienstkreuz aus den Händen von Bürgermeister Henning Scherf[2]

## Werke
- Wo Rauch ist – ist auch Feuer. Heinz Hermann Brauer – 30 Jahre im Dienste der Bremischen Evangelischen Kirche. Edition Temmen, Bremen 2001, ISBN 3-86108-662-X